# Fagerkremla
Fagerkremla (Russula rosea) är en svampart som beskrevs av Pers. 1796. Russula rosea ingår i släktet kremlor och familjen kremlor och riskor.   Inga underarter finns listade i Catalogue of Life.
I den svenska databasen Dyntaxa används istället namnet Russula lepida för samma taxon.  Arten är reproducerande i Sverige.

## Källor

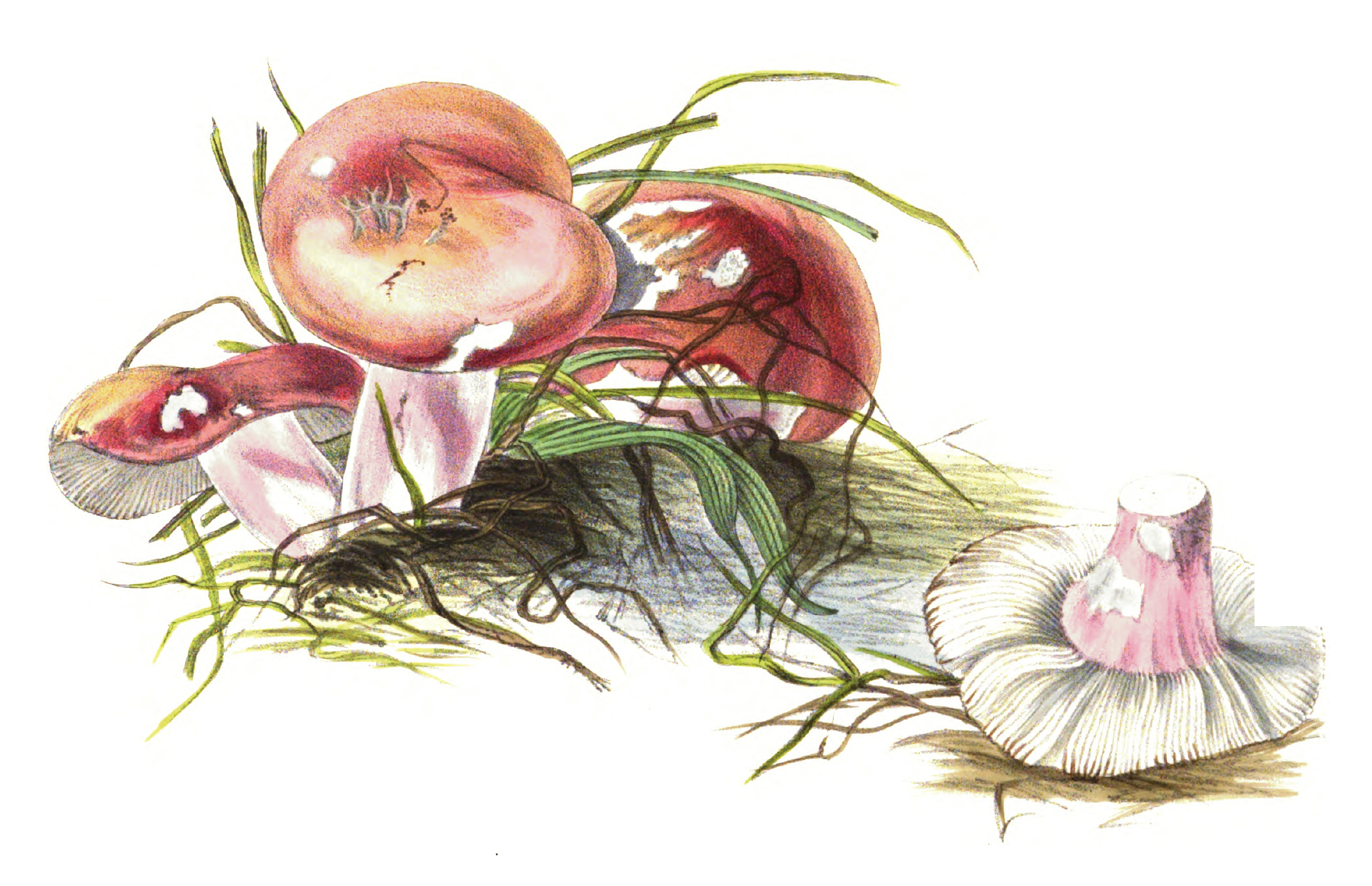
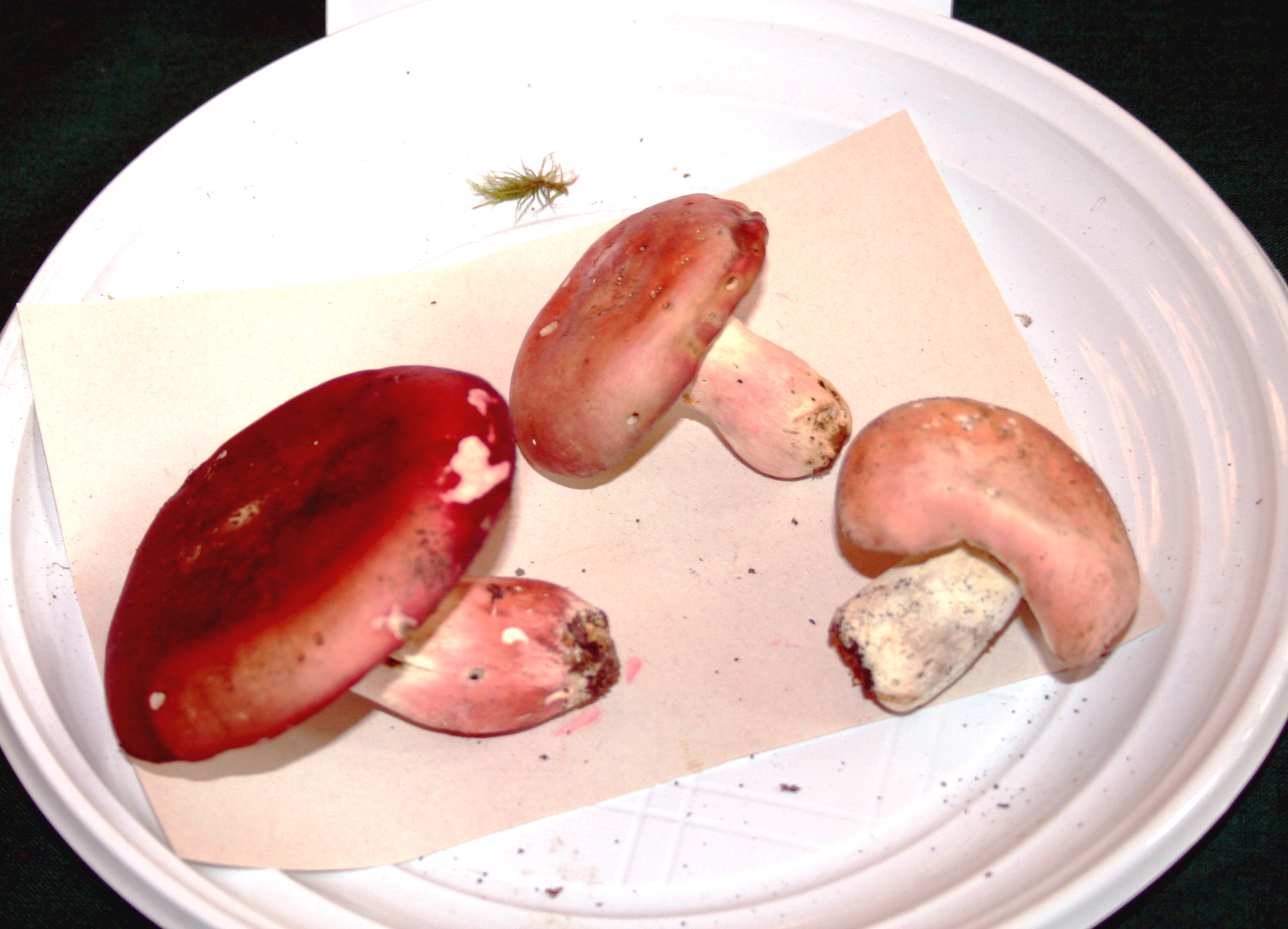
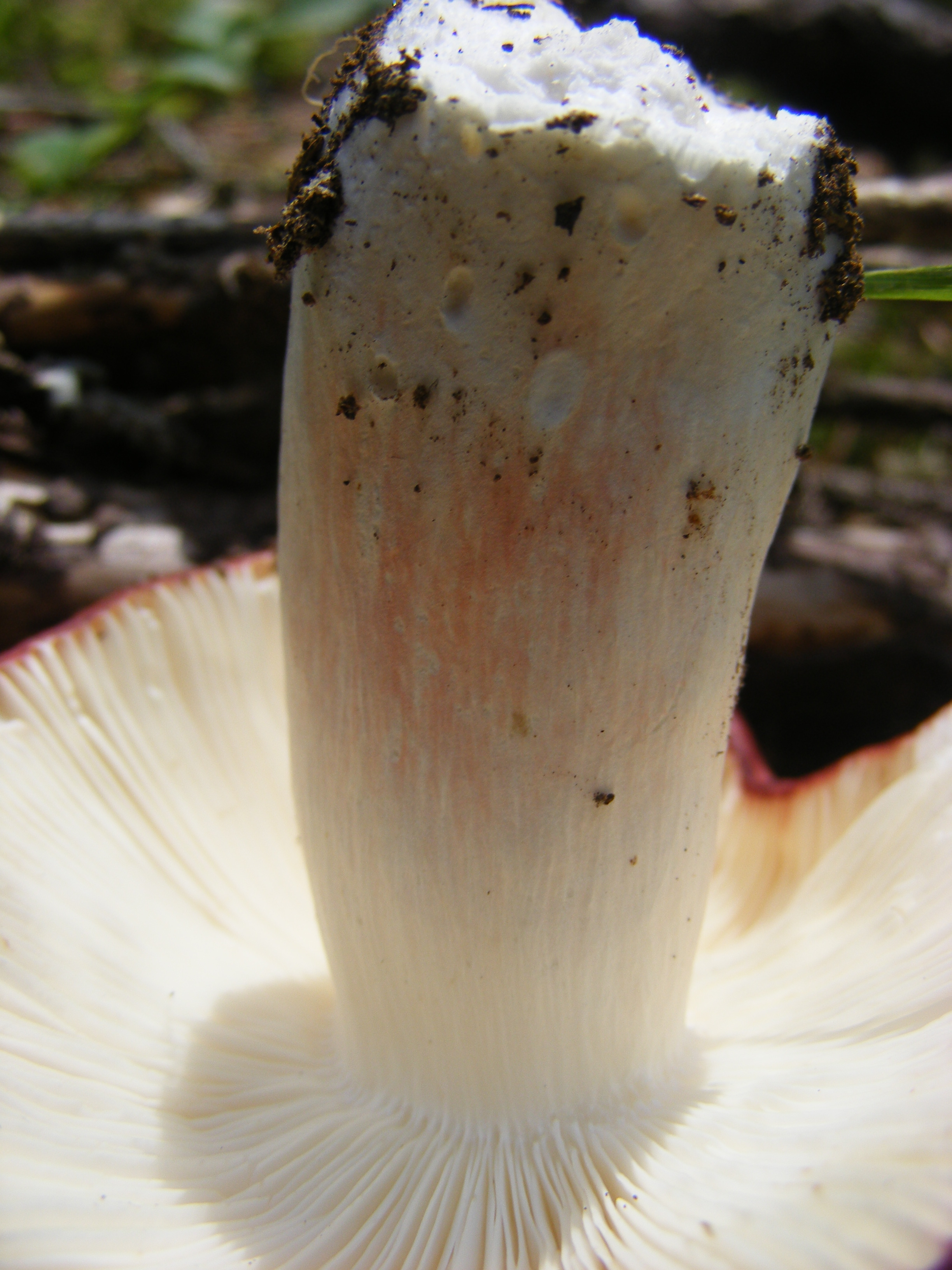
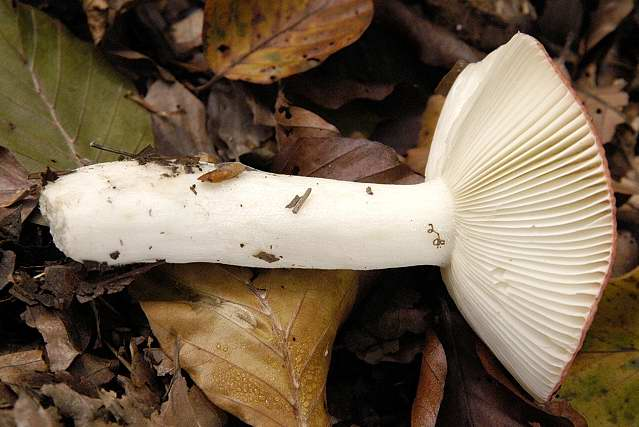